# Gender Studies
Gender Studies (von englisch gender „soziales Geschlecht“), Genderstudien, Geschlechterforschung oder Geschlechterstudien bezeichnet ein interdisziplinäres Fachgebiet, das Geschlechterverhältnisse untersucht und differenziertes Geschlechterwissen und Genderkompetenz schaffen will. Die Forschungsperspektive hat sich in den Kultur-, Sozial- und Geisteswissenschaften entwickelt und wird seitdem in immer mehr Wissenschaftsdisziplinen angewandt – beispielsweise in Medizin, Rechtswissenschaft, Biologie oder Theologie. Untersucht werden die Konstruktion des Begriffs „Geschlecht“ (gender) in den verschiedenen Zusammenhängen, seine Bedeutung und seine Auswirkungen auf die Verteilung von politischer Macht, auf die sozialen Strukturen und auf die Produktion von Wissen, Kultur und Kunst. Für das englische Wort gender in seiner soziokulturellen Bedeutung – im Unterschied zum biologischen Geschlecht (sex) – gibt es im deutschen Sprachgebrauch keine Entsprechung. Die Definitionen und impliziten Festschreibungen von „Männlichkeit“ und „Weiblichkeit“ im Alltag wie in den Wissenschaften sind selbst Gegenstand der inter- wie transdisziplinären Gender Studies. Der Schwerpunkt liegt dabei auf Fragen nach Hierarchie, Differenz, Rollen und Stereotypen von, zwischen und über Geschlechter.
Die verschiedenen Forschungsrichtungen der Gender Studies lassen sich auf feministische Ansätze der dritten Welle der Frauenbewegung zurückführen, viele haben einen gesellschaftspolitischen Ursprung. Allerdings bestehen Unterschiede hinsichtlich der Voraussetzungen, der Forschungsschwerpunkte und der Forschungsziele. Frauen- und Geschlechterforschung und Gender Studies sind nicht klar voneinander abzugrenzen. Im ersten Fall werden primär Forschungszusammenhänge, im zweiten Ausbildungszusammenhänge angesprochen. Gemeinsam ist den verschiedenen Ansätzen, dass sie Geschlecht nicht ausschließlich als naturwissenschaftlich zu erklärendes biologisches Phänomen betrachten, sondern darüber hinaus als soziokulturell geprägte Erscheinung.

## Geschichte
Der historische Vorläufer der Gender Studies war die Frauenforschung.

### Pionierwerk und Impulsgeber: Das andere Geschlecht
Als Pionierwerk der Gender Studies gilt heute die zweibändige Studie Das andere Geschlecht von Simone de Beauvoir, die 1949 in Frankreich erschien. Dies war die erste sozialwissenschaftliche Untersuchung, die die Kategorie „Geschlecht“ ins Zentrum stellte und dabei konsequent zwischen biologischem Geschlecht und kultureller oder sozialer Prägung von Geschlecht unterschied. Die Studie legte damit die Grundlagen für die spätere Frauen- und Geschlechterforschung oder Gender Studies.
Der Schwerpunkt der Rezeption lag zunächst in den USA, wo das Werk die sozialwissenschaftliche Beschäftigung mit der Kategorie Geschlecht anregte. Kate Millett bezeichnete es im Rückblick 1999 nicht als reguläre Quelle, sondern als „Offenbarung“. Da das Werk allerdings vielfach nicht zitiert wurde, blieb die wissenschaftliche Multiplikatorwirkung lange implizit. In der Folge wurde es als Grundlage der in den 1960er und 1970er Jahren in den USA entstandenen Frauen- und Geschlechterforschung oftmals übersehen. Die intensive Rezeption in den USA wirkte wiederum zurück auf Frankreich und mit Verspätung auch auf andere Länder wie etwa Deutschland. Auch in Deutschland wurde die Pionierwirkung des Werkes lange nicht wahrgenommen.
Das Werk war Ideengeber und Maßstab bei etlichen Aspekten der späteren Frauen- und Geschlechterforschung:
- geschlechtsbezogene Opposition von Selbst und anderem oder Subjekt und Objekt,
- Pluri- und Transdisziplinarität,
- Körperkonzept,
- Intersektionalität,
- Theorem der Postmoderne,
- wissenschaftlich-nüchterne Analyse von tabuisierten Themen rund um das Geschlechterverhältnis wie etwa Sexualität, Abtreibung, Homosexualität, Prostitution,
- Politik der ersten Person („Das Private ist politisch“).[6]

Durch die wissenschaftlich-nüchterne Enttabuisierung legte das Buch verdeckte Probleme offen, machte sie diskursfähig und damit verhandelbar.
Ein Kongress zum 50-jährigen Jubiläum des Erscheinens des Werkes bestätigte es als Ideengeber und Maßstab in zentralen Aspekten der Frauen- und Geschlechterforschung. Inhaltlich zeigte sich, dass das in nur elf Monaten entstandene Werk heute erheblich ergänzt werden kann und in etlichen Punkten korrigiert werden muss.

### Entwicklung in den USA
Das andere Geschlecht von Simone de Beauvoir wirkte nach der englischen Übersetzung 1953 als Impulsgeber und Inspiration zunächst primär in den USA. Dies führte hier in den 1960er und 70er Jahren zu einem tiefgreifenden gesellschaftlichen und wissenschaftlichen Entwicklungsschub. Die US-amerikanische Frauenforschung (engl. Women’s Studies) und die zweite Welle des Feminismus (Frauenbewegung) entstanden. Insbesondere der Angriff Beauvoirs auf die Psychoanalyse inspirierte viele Autorinnen zu weiterer Kritik: Betty Friedans The Feminine Mystique (deutsch Der Weiblichkeitswahn) von 1963, Kate Milletts Sexual Politics (deutsch Sexus und Herrschaft) von 1969 und Germaine Greers The Female Eunuch („Der weibliche Eunuch“) von 1970. Die Women’s Studies beschäftigten sich mit der wissenschaftlichen Betrachtung von Frauen in einer von Männern dominierten Gesellschaft, dies zum ersten Mal aus feministischer Sicht.

### Entwicklung im deutschsprachigen Raum
In den 1970er Jahren begannen Forscherinnen auch im deutschsprachigen Raum sich eingehender und systematischer mit Geschlechterverhältnissen zu beschäftigen. Zu den Pionierinnen der deutschen Frauenforschung zählten beispielsweise Helga Bilden, Christina Thürmer-Rohr, Karin Hausen, Ute Gerhard, Regina Becker-Schmidt, Sigrid Metz-Göckel, Ilse Dröge-Modelmog, Irene Dölling, Gudrun-Axeli Knapp, Elisabeth Beck-Gernsheim, Ilona Ostner, Ilse Lenz, Karin Flaake, Helga Krüger und Carol Hagemann-White. Einer der ersten Männer in der deutschen Frauenforschung war Hans D. Mummendey. Ab Mitte der 1980er wurde auch die US-amerikanische Frauenforschung zunehmend rezipiert und Frauenforschung breitete sich im deutschsprachigen Raum als Forschungsperspektive in immer mehr Wissenschaftsdisziplinen aus.

### Von der Frauen- zur Geschlechterforschung
Bereits 1972 plädierte Rosemarie Nave-Herz für den Begriff Geschlechtersoziologie und wandte sich gegen die Reduzierung auf die Bezeichnung Frauenforschung. Mit ihrem Aufsatz Gender: A Useful Category of Historical Analysis von 1986 trug Joan Wallach Scott dazu bei, dass Gender als kritische Analysekategorie zu einem zentralen Begriff in der Wissenschaftsforschung des 20. Jahrhunderts wurde. Mit der Einführung der Kategorie Geschlecht in den wissenschaftlichen Diskurs wandelte sich die Frauenforschung zur Geschlechterforschung, die nun auch Männer umfasst. Sie untersucht interdisziplinär die zentrale Bedeutung von Geschlecht in Wissenschaft und Gesellschaft, da es kaum einen Bereich gibt, in dem Geschlecht keine Rolle spielt. Vorerst sollten die Unterschiede und Beziehungen von biologischem und soziokulturellem Geschlecht untersucht werden. Dabei wurde Geschlecht nicht primär als individuelle Eigenschaft betrachtet, sondern als soziales Verhältnis einer politisch und historisch gewachsenen Sozialstruktur. Das Geschlechterverhältnis stand also im Mittelpunkt.

### Entwicklung ab den 1990er Jahren
Die deutsche Debatte wurde in den 1990er Jahren am stärksten von Judith Butlers Buch Das Unbehagen der Geschlechter (1991) beeinflusst, in dem Geschlecht vor allem als Ergebnis von Diskursen gesehen wird. Ab Mitte der 1990er Jahre bestimmten die Theoretikerinnen Evelyn Fox Keller, Sandra Harding, Nancy Fraser, Anne Fausto-Sterling und Donna Haraway die Gender-Debatte in Deutschland mit. Gender Studies erforschen Geschlechtsrollen in der Gesellschaft und insbesondere auch in der wissenschaftlichen Forschung (siehe Ideologiekritik sowie Kritische Theorie). Der Suhrkamp-Verlag führte 1991 die Reihe Gender Studies ein, in der Butlers Buch als zweites erschien.
Einer der ersten Studiengänge für Gender Studies wurde zum Wintersemester (WS) 1997/98 an der Humboldt-Universität zu Berlin eingerichtet (siehe auch Susanne Baer und Helga Hörz), zugleich eröffneten zwei Studiengänge zur Frauen- und Geschlechterforschung an der Carl von Ossietzky Universität Oldenburg: Kulturwissenschaftliche Geschlechterstudien als Aufbaustudiengang und Frauen- und Geschlechterstudien als Magisternebenfach. Hieraus entwickelten sich später der Promotionsstudiengang „Kulturwissenschaftliche Geschlechterstudien“, Bachelorstudium der Gender Studies (Zwei-Fächer-Bachelor) und das Masterstudium Kulturanalysen: Repräsentation, Performativität, Gender (Fach-Master).
Aus den Lehrstühlen für Frauenforschung und Zentren zur Förderung der Frauen- und Geschlechterforschung entstanden ab Ende der 1990er Jahre außerdem interdisziplinäre oder transdisplizinäre Zentren für Geschlechterforschung mit Studienangeboten für Gender Studies.
Eine der ältesten Einrichtungen dieser Art existiert an der Universität Bielefeld, das „Interdisziplinäre Zentrum für Frauen- und Geschlechterforschung“ IFF, eine zentrale wissenschaftliche Einrichtung der Universität. An der Freien Universität Berlin (FU) gibt es das Margherita-von-Brentano-Zentrum, das mit Beginn des Jahres 2016 aus der „Zentraleinrichtung zur Förderung von Frauen- und Geschlechterforschung“ und dem „Interdisziplinären Zentrum Geschlechterforschung“ entstanden ist. An der Humboldt-Universität zu Berlin gibt es das Zentrum für transdisziplinäre Geschlechterstudien; an der Universität Kassel seit 1987 die „Interdisziplinäre Arbeitsgruppe Frauen- und Geschlechterforschung“, an der Universität Greifswald das Interdisziplinäre Zentrum für Geschlechterforschung, an der Universität Bremen das „Zentrum für feministische Studien – Gender Studies“ (ZfG), in Hildesheim das „Zentrum für Interdisziplinäre Frauen- und Geschlechterforschung“ (ZIF) als gemeinsame Einrichtung der Universität und der Fachhochschule (Hochschule Hildesheim/Holzminden/Göttingen, HAWK), an der Carl von Ossietzky Universität Oldenburg das „Zentrum für interdisziplinäre Frauen- und Geschlechterforschung“ (ZFG) und an der Philipps-Universität Marburg das „Zentrum für Gender Studies und feministische Zukunftsforschung“. In Frankfurt am Main wurde 1997 auf Initiative von Ute Gerhard das „Zentrum für Frauenstudien und die Erforschung der Geschlechterverhältnisse“ gegründet, das 2000 den Namen Cornelia Goethe Centrum erhielt.
An der Charité Berlin wurde 2003 das interdisziplinäre Zentrum für Geschlechterforschung in der Medizin (GIM) gegründet, das 2007 unter der Leitung von Vera Regitz-Zagrosek in ein Institut umgewandelt wurde mit dem Ziel, Geschlechterunterschiede in der Medizin systematisch zu untersuchen und in die Lehre einzuführen. Es widmet sich in speziellen Forschungsprojekten den Fragestellungen, warum bei Männern und Frauen zahlreiche Krankheiten unterschiedlich häufig auftreten, anders verlaufen oder signifikant verschiedene Symptome zeigen. 2011 gab Regitz-Zagrosek zusammen mit Sabine Oertelt-Prigione unter dem Titel Sex and Gender Aspects in Clinical Medicine das erste und bis dahin einzige Lehrbuch zu Gendermedizin heraus. Es gibt einen Überblick über Genderaspekte in wichtigen klinischen Disziplinen und Pharmakologie.
Ende 2017 wurde die Arbeitsstelle Gender Studies der Justus-Liebig-Universität nach einer Evaluation durch Sabine Hark, Kerstin Palm, Norbert Ricken und Paula-Irene Villa Braslavsky vorerst geschlossen. Die Gutachter bemängelten, dass die Forschungsleistung in mittelbarer Zukunft nicht erkennbar steigerbar wäre und die AGS „als Organisationseinheit von außen kaum wahrnehmbar“ sei, weshalb ein Neustart empfohlen wurde. Ein Artikel in der linken politischen Wochenzeitung Jungle World merkte im Mai 2019 kritisch an, dass fachpolitische Beweggründe im Konflikt zwischen Frauenforschung und Gender Studies nicht auszuschließen seien.

#### Österreich
In Österreich bietet die Universität Wien seit dem WS 2006/07 ein Magister- oder inzwischen Masterstudium Gender Studies an, ebenso die Universität Graz seit dem WS 2007/08. Die Universität Linz verpflichtet ihre Studenten in nahezu allen Studienplänen zum Besuch von Lehrveranstaltungen zum Thema Gender Studies. Diese Lehrveranstaltungen variieren inhaltlich je nach Studienrichtung. So wird zum Beispiel bei den rechtswissenschaftlichen Studienrichtungen neben einem Überblick über die Gender Studies auch Fachwissen über die entsprechenden Rechtsquellen der Gender Studies vermittelt.
Über das österreichische Hochschulgesetz von 2005 werden die Pädagogischen Hochschulen dazu angehalten, die Strategie des Gender-Mainstreaming anzuwenden und die Ergebnisse im Bereich der Gender Studies und der gendersensiblen Didaktik zu berücksichtigen.

## Forschungsgegenstand und Konzeption
Forschungsgegenstand der interdisziplinären Geschlechterforschung ist die „Struktur- und Wissenskategorie Geschlecht“, die je nach Fachkontext unterschiedlich konzipiert, empirisch erforscht und analysiert sowie im zusammenfassenden Überblick (Synthese) dargestellt wird. Geschlechterforschung versteht sich als „eine kritische, selbstreflexive Wissenschaft im Prozess“ und ihre Erkenntnisse und Forschungen als „in Bewegung, zeitlich gebunden und ‚situiert‘'“.

Überblick Geschlechterforschung in Natur- und Kulturwissenschaften mit ihren verschiedenen Forschungsbereichen (nach Stefan Hirschauer, 2003)

Gegenstand der Untersuchung sind u. a.:
- die Geschlechterzuweisung durch Kultur und andere gesellschaftliche Organisationsformen
- die Machtverhältnisse, die aus der Unterscheidung von „männlich“ und „weiblich“ resultieren
- der Prozess des Unterscheidens zwischen den Geschlechtern sowie dessen Hintergründe und Auswirkungen
- soziale Ungleichheit zwischen den Geschlechtern (systematische Benachteiligung im Beruf und in Sozialpolitik usw. wegen des Geschlechts), insbesondere durch Androzentrik[25]
- soziale Stellung der Geschlechter innerhalb der Gesellschaft (Patriarchat, Matriarchat, Frauenwahlrecht)
- vergeschlechtlichte Arbeitsteilung als Gesellschaftsstruktur (etwa durch die Unterscheidung von Produktion und Reproduktion in kapitalistischen Gesellschaften)
- Praktiken der Erzeugung der Geschlechterdifferenz („doing gender“)
- mediale Präsentationen und Repräsentationen von Geschlecht, etwa in Film, Literatur, Kunst, Design oder Werbung
- Verschränkung der Kategorien Geschlecht, Klasse (oder Schicht, Milieu), Ethnizität/Hautfarbe, Sexualität
- Geschlechterpädagogik, gendergerechte Didaktik
- Queer-Theorie[25]
- Frauen- und Männerforschung gemeinsam und getrennt.[25]

Die Gender Studies behandeln Geschlecht und Geschlechterverhältnis nicht als naturgegebene, sondern als überwiegend gesellschaftliche Phänomene, die durch soziale sowie kulturelle Praktiken und Strukturen konstruiert werden. Sie sehen keinen deterministischen Zusammenhang zwischen dem biologischen Geschlecht und der Rolle der Geschlechter in der Gesellschaft. Während das biologische Geschlecht in der Regel feststehe, sei Gender dementsprechend variabel und veränderbar.
Die Vielfalt der Bedeutungen von „männlich“ und „weiblich“ wird in den Gender Studies hervorgehoben; zugleich werden bestimmte Vorstellungen vom natürlichen Wesen der Geschlechter, von Idealen von Männlichkeit und Weiblichkeit hinterfragt. Als Folge dieser Überlegungen wird die Beziehung der Geschlechter als veränderbar angesehen. Da die Geschlechterbeziehung nicht als natürliche oder statische Ordnung angesehen werden könne, wird sie als Repräsentation kultureller Regelsysteme gedeutet. Dabei sei der Aspekt der Wertung des Geschlechts wichtig; der Wert, der innerhalb einer Kultur einem Geschlecht zugeordnet wird, wirke sich auch auf das Verständnis des soziokulturellen Geschlechts innerhalb des gesellschaftlichen Systems aus.
Ein Schwerpunkt der Gender Studies ist die Aufdeckung der Mechanismen, die hinter diesen Auf- oder Abwertungen von Geschlechtern stehen. Im Gegensatz zu den Women’s Studies ist es möglich, auch Differenzen zu betrachten, durch die sich Frauen selbst voneinander unterscheiden, insbesondere unter dem Gesichtspunkt von gesellschaftlichen Minderheiten.

### Zentrale Konzepte
Je nach Fachkontext, Sprachraum und Erkenntnisinteresse wird Geschlecht in der Forschung unterschiedlich konzipiert. Das Forschungsfeld verfügt insofern über eine große Bandbreite an wissenschaftlichen Fachbegriffen, die im Detail wiederum unterschiedlich gefasst sind.
Wichtige Begriffskonzepte der Geschlechterforschung sind insbesondere biologisches Geschlecht (Sex), Sexualität, Leiblichkeit/Körper, Transgender/Transgeschlechtlichkeit, Transsexualität, Transidentität, Geschlechtsidentität, Geschlechterrolle, Gender, Geschlechtshabitus, Mädchen, Junge, Frau, Mann, Weiblichkeit, Männlichkeit, Mutter, Mutterschaft, Vater, Vaterschaft, Elternschaft, Familie, Patriarchat.
Das deutsche Wort „Geschlecht“ ist vieldeutig, was die Verständigung erschwert – und zwar innerhalb der Wissenschaften, in der internationalen Zusammenarbeit von Wissenschaften und auch in der Wissenschaftskommunikation mit Fachkreisen und Öffentlichkeit.

### Geschlechtscharakter
Ende des 18. Jahrhunderts wurde zunächst auf das Konzept des Charakters zurückgegriffen, um den Begriff Geschlechtscharakter zu beschreiben. Er gilt jedoch mittlerweile als weitgehend veraltet.

### Biologisches Geschlecht (Sex)
Seit dem späten 18. Jahrhundert wurden biologische Konzeptionen von Geschlecht (engl. sex) „ein konstitutives Thema der Geschlechterforschung“, wenngleich diese Positionen laut Paula-Irene Villa „immer umstritten“ waren. Eine strikte Entgegensetzung von Natur und Kultur, von biologischem und psychosozialem Geschlecht sei „im Lichte aller (auch natur-)wissenschaftlichen Einsichten nicht haltbar“. Die Konzeptionen von ‚Sex‘ und ‚Gender‘ werden als „ko-konstitutiv“ angesehen, d. h. sie bedingen und verklammern sich wechselseitig.
Gesellschaftlich wurde „die Vernaturwissenschaftlichung der Geschlechterdifferenz die Grundlage des lebensweltlichen Alltagswissens“.

### Geschlechterrolle
Mit dem Aufkommen des Konzepts der sozialen Rolle setzte sich ab den 1970er Jahren zunehmend die Konzeption als Geschlechtsrollencharakter, Geschlechtsrolle bzw. Geschlechterrolle durch.

### Gender
Ab 1972 etablierte sich zunächst in der englischsprachigen Forschung und später auch in der deutschen die Konzeption als Gender und mit der praxeologischen Wende ab Ende des 20. Jahrhunderts das Konzept des Doing Gender. Die konzeptionelle Unterscheidung von ‚Sex‘ und ‚Gender‘ war mehr oder minder strikt angelegt und erwies sich nicht nur wissenschaftlich als „hoch produktiv“, sondern auch politisch. 
„Inzwischen gilt in den Gender Studies bzw. der Geschlechterforschung statt einer einfachen Gegenüberstellung von ‚Sex‘ (als Natur) und ‚Gender‘ (als Kultur), die Anerkennung der wechselseitigen Verklammerungen und Konstitutionsformen somatischer, biologischer, erfahrungsbezogener, historischer, praxeologischer usw. Dimensionen von Geschlechtlichkeit als plausibel. Zugleich muss anerkannt werden, dass innerhalb der Gender Studies verschiedene Fassungen der Sex/Gender-Unterscheidung genutzt werden, auch solche, die vom Apriori dieser Unterscheidung ausgehen“.

### Geschlechtshabitus
Seit Etablierung des Konzepts des Habitus Ende des 20. Jahrhunderts setzt sich zunehmend die Konzeption als Geschlechtshabitus durch, mit deren Hilfe die Psycho- und Soziogenese von Geschlechterrolle, Gender bzw. Doing Gender wissenschaftlich erklärt wird.

## Leitwissenschaften

### 19. Jahrhundert: Biologie und Medizin
Nach dem Abschied von einem theologisch begründeten Weltbild stiegen mit der Aufklärung im 19. Jahrhundert Biologie und Medizin gesellschaftlich und wissenschaftlich als „die zentrale Definitionsmacht“ und Leitwissenschaften für Geschlechtlichkeit auf. Beide Wissenschaftsdisziplinen standen seitdem für den Anspruch „exaktes empirisches Tatsachenwissen über geschlechtliche Körper und sexuelle Vorgänge bereitzustellen“. Durch die rasch wachsende Wirksamkeit und alltägliche Verbreitung der Medizin wurde deren Bedeutung und Glaubwürdigkeit nachhaltig unterstrichen und im gesellschaftlichen Leben verankert.
Die biologisch-medizinische Organismustheorie diente zur „Herausbildung einer neuen bürgerlichen Ordnung der Geschlechter“ auf der Basis eines entsprechenden Geschlechterwissens und eines entsprechenden Geschlechtshabitus. Dabei wurde „eine rigorose psycho-physiologische Differenz zwischen den Geschlechtern direkt an den Körpern abgelesen und als Naturbasis für die geschlechtsspezifische Arbeitsteilung bereitgestellt“. Zudem diente die „biologische Taxonomie und vergleichende Anatomie“ dazu, „die rassistischen Grundlagen der kolonialen Expansion Europas als auch ein sich formierendes weißes bürgerliches Patriarchat“ abzusichern.
Die ideologische Vorstellung männlicher Überlegenheit und weiblicher Minderwertigkeit erschien so als wissenschaftlich belegt und schlug sich in ideologisch aufgeladenen Fachbegriffen, Theorien, Therapien und Untersuchungsmethoden nieder. Beispielsweise wurden die aristotelischen Geschlechterstereotype fortgeschrieben: Männlichkeit als aktiv, Weiblichkeit als passiv und von Mangel gekennzeichnet. Oder es herrschte die Vorstellung, dass ohne ein Y-Chromosom automatisch ein weiblicher Organismus entstehen würde.

### Ab Mitte des 20. Jahrhunderts wachsende Interdisziplinarität und Konkurrenz
Mit dem Beginn der Frauenforschung ab Mitte des 20. Jahrhunderts wurden Geschlechterverhältnisse zunehmend zu einem interdisziplinären Forschungsgegenstand. In der kritischen Geschlechterforschung entwickelten sich die Geschichtswissenschaft und die Soziologie zu Leitwissenschaften.  Insbesondere zwischen Gender Studies und Poststrukturalismus lassen sich einige Gemeinsamkeiten finden, etwa die Hinterfragung der Situiertheit und Interessiertheit von Wissen.  Auch in der kritischen Männer- bzw. Männlichkeitsforschung entwickeln diese sich zu wichtigen Wissenschaften, um Männlichkeit als lange Zeit „unmarkierte, unsichtbare Kategorie“ zu untersuchen und zu verhindern, dass diese „noch immer voreilig auf augenscheinlich biologisch oder gar genetisch determinierte Fakten reduziert werden“.
Die Konkurrenz um wissenschaftliche und gesellschaftliche Führungsansprüche in der Definition von Geschlechtlichkeit führen seitdem in Gesellschaft und Wissenschaften zu erheblichen Spannungen und Auseinandersetzungen. In den Gender Studies wird Geschlechtsrollenstress hierfür als mitverantwortlich gesehen und es werden Rezeptionssperren, erkenntnistheoretischer Ignoranz und blinden Flecken in der Wissenschaft beklagt.
Bis heute hält das Ringen um eine Wissensordnung an. In den Gender Studies werden die Wissenschaften als naturalisiert und geschlechtlich codiert angesehen. Dabei stimme die innerwissenschaftliche Wissenshierarchie mit der gesellschaftlichen und kulturellen Geschlechterhierarchie überein, mit männlich codierten Naturwissenschaften wie Medizin oder Biologie als Leitwissenschaften und weiblich codierten Geisteswissenschaften. Gleichwohl führt die Arbeit der kritischen Geschlechterforschung in Biologie und Medizin zunehmend zu einer interdisziplinären Zusammenarbeit und Verständigung und einem besseren Verständnis von Vergeschlechtlichung als komplexem lebenslangem Entwicklungsprozess (siehe Gendermedizin).
Jenseits der kritischen interdisziplinären Geschlechterforschung ist in Wissenschaft, Gesellschaft und der populistischen Debatte ein „soziologisch reflexive[s] und entnaturalisierende[s] Geschlechterwissen“ nicht selbstverständlich. Gender-Kritiker sehen „Geschlecht als naturhafte, unveränderliche, an-sich-so-seiende Tatsache jenseits sozialer, kultureller und spezifisch historischer Bedingtheiten“. Kritische Biologen engagieren sich zunehmend, um der Wissenskluft und dem erneuten Trend zur unwissenschaftlichen Biologisierung des Geschlechterwissen entgegenzuwirken.

## Gender Studies und Feminismus
Feministische Theorien und Überzeugungen waren für die Herausbildung der Gender Studies von großer Bedeutung. Von einigen Beobachtern werden die Gender Studies als Teil des Feminismus angesehen obwohl es durchaus auch Unterschiede und Abgrenzungsversuche gibt. Damit verbunden ist auch die Frage nach dem Verhältnis von (wissenschaftlicher) Theorie und Praxis – während der Feminismus aktivistischer geprägt ist, herrscht in den poststrukturalistisch geprägten Gender Studies auch Skepsis bezüglich der Möglichkeiten eines Engagements, das sich auf Geschlechtsidentitäten stützt. Aus feministischer Sicht wird deshalb die Befürchtung geäußert, durch den Fokus auf „Gender“ könnten einerseits Frauen aus dem Fokus geraten und andererseits eine neoliberale Vereinnahmung gefördert werden, wenn Gender und Diversity als Management-Instrumente verstanden würden. Das Verhältnis zwischen Feminismus und Gender Studies wird selbst innerhalb der Gender Studies kontinuierlich untersucht und debattiert.
Die Soziologin Nina Degele (2008) nennt in Gender studies / Queer studies unter Rückgriff auf Janet Saltzman Chafetz drei den verschiedenen Forschungsperspektiven der Fachrichtung gemeinsame Postulate:
1. Postulat des Geschlechts als „zentraler Fokus der Theoriebildung“
2. Postulat der Problematik gegenwärtiger Geschlechterverhältnisse
3. Postulat, dass diese gegenwärtigen Geschlechterverhältnisse weder „naturgegeben noch […] unveränderlich“ seien.

Danach basieren die verschiedenen Forschungsrichtungen der Gender Studies in der Theoriebildung auf einem gemeinsamen feministischen Ansatz.

## Institutionelle Verankerung

### Deutschland
An deutschsprachigen Hochschulen gab es 2017 200 Professuren mit zumindest einer Teildenomination für Geschlechterforschung. Es handelte sich fast ausschließlich um Denominationen in über 30 Fachgebieten von Literaturwissenschaft über Soziologie bis Medizin und Sport. Viele dieser Stellen sind befristet, 17,6 Prozent sind Professuren in der Besoldungsgruppe W3. Im Sommersemester 2023 gab es laut einem Bericht des Wissenschaftsrats insgesamt 173 Professuren an deutschen Hochschulen mit Voll- oder Teildenomination in der Frauen- und/oder Geschlechterforschung. Mehr als ein Dutzend Hochschulen bieten v. a. auf Masterniveau Studiengänge in Gender Studies an. Eine Promotion explizit in Gender Studies ist nur an der Humboldt-Universität zu Berlin möglich. Neben der Fachgesellschaft Geschlechterstudien bestehen in den Fachgesellschaften weiterer Disziplinen entsprechende Sektionen oder Arbeitsgruppen. In einzelnen Bundesländern gibt es spezielle Koordinationsstellen, deren Aufgabe es ist, Forschungsaktivitäten im Bereich der Frauen- und Geschlechterforschung zu bündeln und hochschulübergreifende Kooperationen anzuregen. Dazu gehören die Arbeitsgemeinschaft der Frauen- und Geschlechterforschungseinrichtungen Berliner Hochschulen, das Netzwerk Frauen- und Geschlechterforschung NRW, die Landesarbeitsgemeinschaft der Einrichtungen für Frauen- und Geschlechterforschung in Niedersachsen, das Gender- und Frauenforschungszentrum in Hessen, die Koordinierungsstelle Genderforschung & Chancengleichheit in Sachsen-Anhalt (KGC) und das Zentrum Gender & Diversity in Hamburg.
Im Fachgebiet bekannte Zeitschriften sind u. a. Feministischen Studien, Gender Forum oder Gender.

### Skandinavien
Der Nordische Ministerrat gründete 1995 das Nordische Gender-Institut (Nordic Gender Institute. NIKK), das in Norwegen an der Universität Oslo angesiedelt war. Es wurde zum 31. Dezember 2011 als eigenständiges Institut geschlossen. Im Herbst 2012 wurde NIKK als „Nordic Information for Gender Knowledge“ reorganisiert und in das Swedish Secretariat for Gender Research an der Universität Göteborg in Schweden eingegliedert. NIKK initiiert, koordiniert und führt zentrale Projekte und Studien durch, in denen der Stand der Geschlechtergleichheit in den nordischen Ländern untersucht wird. So wurde zum Beispiel 2008 eine groß angelegte Studie für die „Ministerien für Geschlechtergleichheit“ der nordeuropäischen Länder zum Thema Prostitution präsentiert.

## Kritik

### Kritik an der Politisierung des wissenschaftlichen Gender-Konzepts
Nach der Übertragung des wissenschaftlichen Gender-Konzepts in die internationale Geschlechterpolitik – vor allem durch den strategischen Ansatz des Gender-Mainstreaming – in den 1990er Jahren wurde es zugleich zum geschlechterpolitischen Konzept. Innerhalb der Geschlechterforschung stößt dies teilweise auf Kritik.
Stefan Hirschauer attestierte dem Fach 2017 ein Übermaß an Politisierung und ideologischen Scheuklappen. Geschlechterforschung dürfe nicht „als Vehikel der Frauenförderung“ instrumentalisiert werden. Wenn Gender Studies sich selbst zum Teil eines politischen emanzipatorischen Projekts machten, weiche man der wissenschaftlichen Beantwortung der Frage „Wozu Gender Studies?“ aus und erwecke „chronisch den Verdacht, nicht die intellektuelle Substanz zu ihrer Beantwortung“ zu haben.

### Kritik durch Wissenschaft und Öffentlichkeit
Die Gender Studies werden von einigen Naturwissenschaftlern und in der Öffentlichkeit teils kontrovers, mitunter polemisch diskutiert. Der Autor und Historiker Vojin Saša Vukadinović meinte dazu in der NZZ: „Die Gender-Studies befinden sich in einer Legitimationskrise: Die Öffentlichkeit begegnet dem Fach mit Ablehnung, Biologen fechten ihre Wissenschaftlichkeit an, und politische Gruppierungen mobilisieren wahlweise gegen einen «Wahn» oder eine «Ideologie». Alle beanstanden Sinn und Zweck eines Studienfachs, das mit zwanzig Jahren noch relativ jung ist, gleichwohl aber eine Vielzahl an Kontroversen durchlaufen hat.“
Der Evolutionsbiologe Ulrich Kutschera bezeichnete 2015 in einem Interview mit dem RBB die Gender Studies als „unwissenschaftlichen Unsinn“. Die akademischen Gender Studies seien eine „fundamentalistische feministische Ideologie, die von einer kompletten sozialen Konstruiertheit des biologischen Geschlechts ausgingen“. Die feministische Journalistin Catherine Newmark ordnete in Die Zeit seine Äußerungen in die „antifeministische Rhetorik, den sogenannten ‚Backlash‘“ ein und sieht sie in einer Reihe mit den im Internet „kursierenden maskulinistische(n) Verschwörungstheorien von der feministischen Weltherrschaft“. Mit seinem Buch Gender-Paradoxon, das 2016 erschien, wolle Kutschera die „letzten Nägel in den Sarg der Gender-Ideologie schlagen“. Axel Meyer, ebenfalls Evolutionsbiologe, bezeichnet in seinem Buch Adams Apfel und Evas Erbe die Gender Studies gemeinsam mit Fächern wie Anthroposophie und Homöopathie als „leider weit verbreiteten antiwissenschaftlichen Hokuspokus“. In seiner Besprechung des Buchs in der FAZ kritisierte Thomas Weber Meyers „verzerrende Attacken auf fast alles, was ‚gender‘ im Namen führt“. Philipp Gut zitierte in der Weltwoche den Neurowissenschaftler und Psychiater Raphael M. Bonelli, der in der „Gender-Theorie“ „einen versteckten Sexismus am Werk“ sehe. Laut dem Journalisten Jan Fleischhauer generieren die Gender Studies Hypothesen, die sie keiner Bestätigung oder Falsifikation zuführen. Alleine durch Wiederholung und In-Umlauf-Bringen werde versucht, ihnen Wahrheitskraft zu verleihen.
In Ungarn wurde ab dem Wintersemester 2018 den beiden Genderstudies-Master-Studiengängen die Zulassung entzogen. Offiziell wurde dies mit einer angeblich mangelnden Nachfrage begründet, Regierungsvertreter hatten dieses Fach jedoch schon zuvor als „Untergrabung der Fundamente der christlichen Familie“ angegriffen. Studienvertreter im In- und Ausland kritisierten diese Entscheidung als „Eingriff in die Freiheit von Forschung und Lehre“.

### Einordnung des Widerstandes gegen Gender Studies
Der ARD-Faktenfinder bezeichnet die Kritik an den Gender Studies, Forschung, Lehre und politischen Aktivismus zu vermischen, als teilweise berechtigt und konstatiert eine „stellenweise Überpolitisierung“. Das Anliegen, „den Gender Studies jedwede Wissenschaftlichkeit absprechen“ zu wollen, wie es durch das Vorgehen der ungarischen Regierung geschehe, sei aber „seinerseits politisch und nicht wissenschaftlich motiviert“.
Laut der Politikwissenschaftlerin Antje Schrupp würden „Rechtspopulisten und Maskulinisten“ dem Fach unterstellen, „eine feministische Agenda zu betreiben, also nicht wissenschaftlich objektiv zu sein, sondern eine Ideologie zu verfolgen“. Dabei hätten die Gender Studies gar nichts mit Feminismus zu tun, sondern untersuchten „das, was wir alle ständig tun: Geschlecht darstellen, Geschlechterbilder konstruieren oder untergraben“. Die Vorwürfe an die akademischen Gender Studies, die medial geschürt würden, zeugen laut den Geschlechterforscherinnen Sabine Hark und Paula-Irene Villa Braslavsky von Statusängsten. Die Soziologinnen ziehen eine historische Analogie zu deutschen Naturwissenschaftlern, die sich noch zu Beginn des 20. Jahrhunderts „mit dem Rekurs auf die Natur gegen das Recht von Frauen, zu studieren, stellten“ und „einen irreversiblen Eingriff in die Naturgesetze“ fürchteten, sollten Frauen als Gleiche in die Akademie einziehen.
Politikwissenschaftler und Soziologen sehen die ökonomische, politische und kulturelle Verunsicherung durch den Neoliberalismus (zunehmende wirtschaftliche Prekarisierung, Verschärfung der sozialen Ungleichheit) als eine Ursache für den Widerstand gegen Gender Studies in Teilen der Bevölkerung. Illiberale Populisten hätten es geschafft, an die Gefühle der Menschen anzuknüpfen und diese gegen Gleichstellungsfragen zu lenken. Der Widerstand gegen Gender Studies wird als Teil der Anti-Gender-Bewegung gesehen, die sich gegen das Feindbild einer angeblichen „Gender-Ideologie“ oder sogenannten „Genderismus“ richtet.